# Pfarrkirche Meiningen (Vorarlberg)

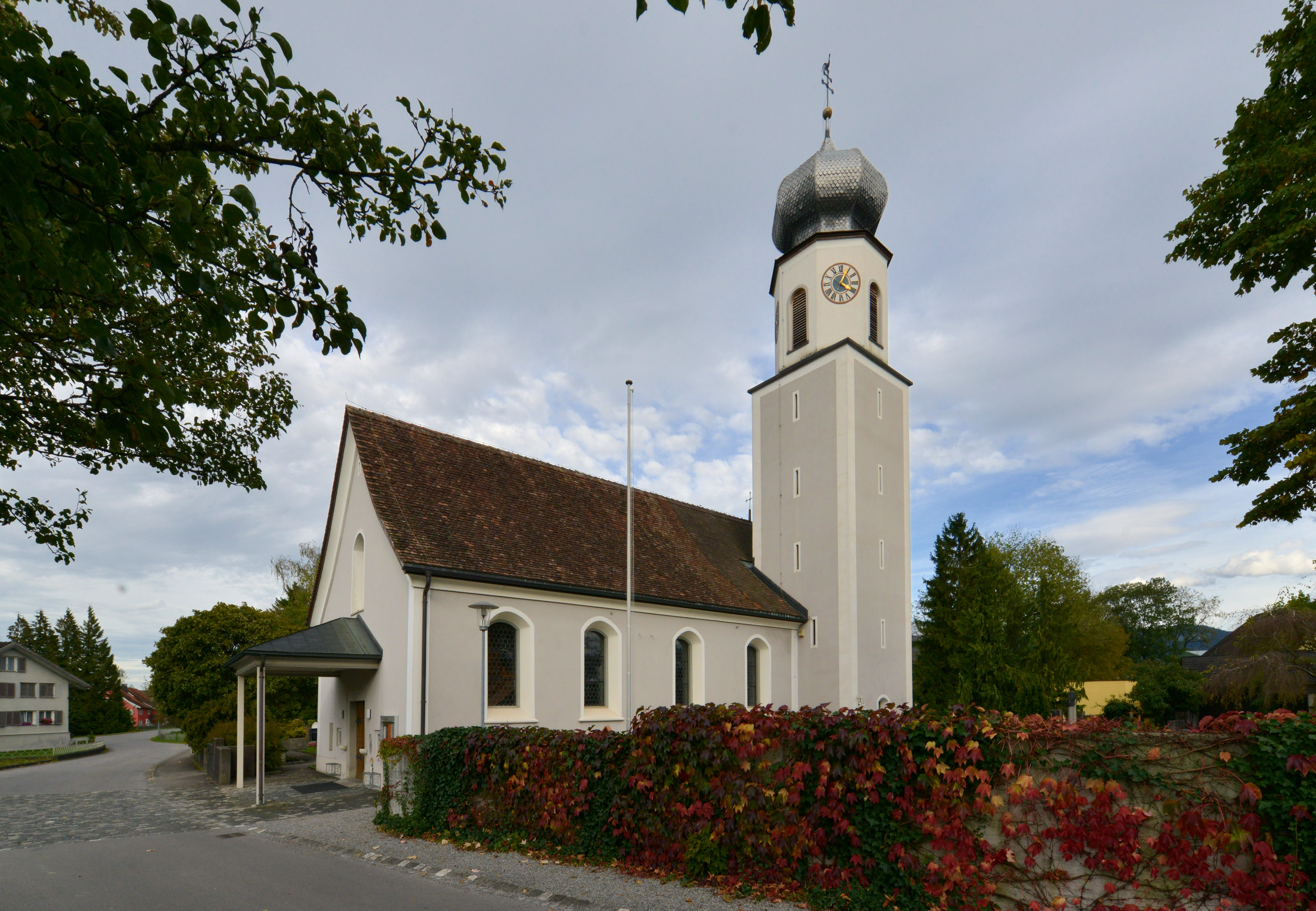
Kath. Pfarrkirche hl. Agatha in Meiningen

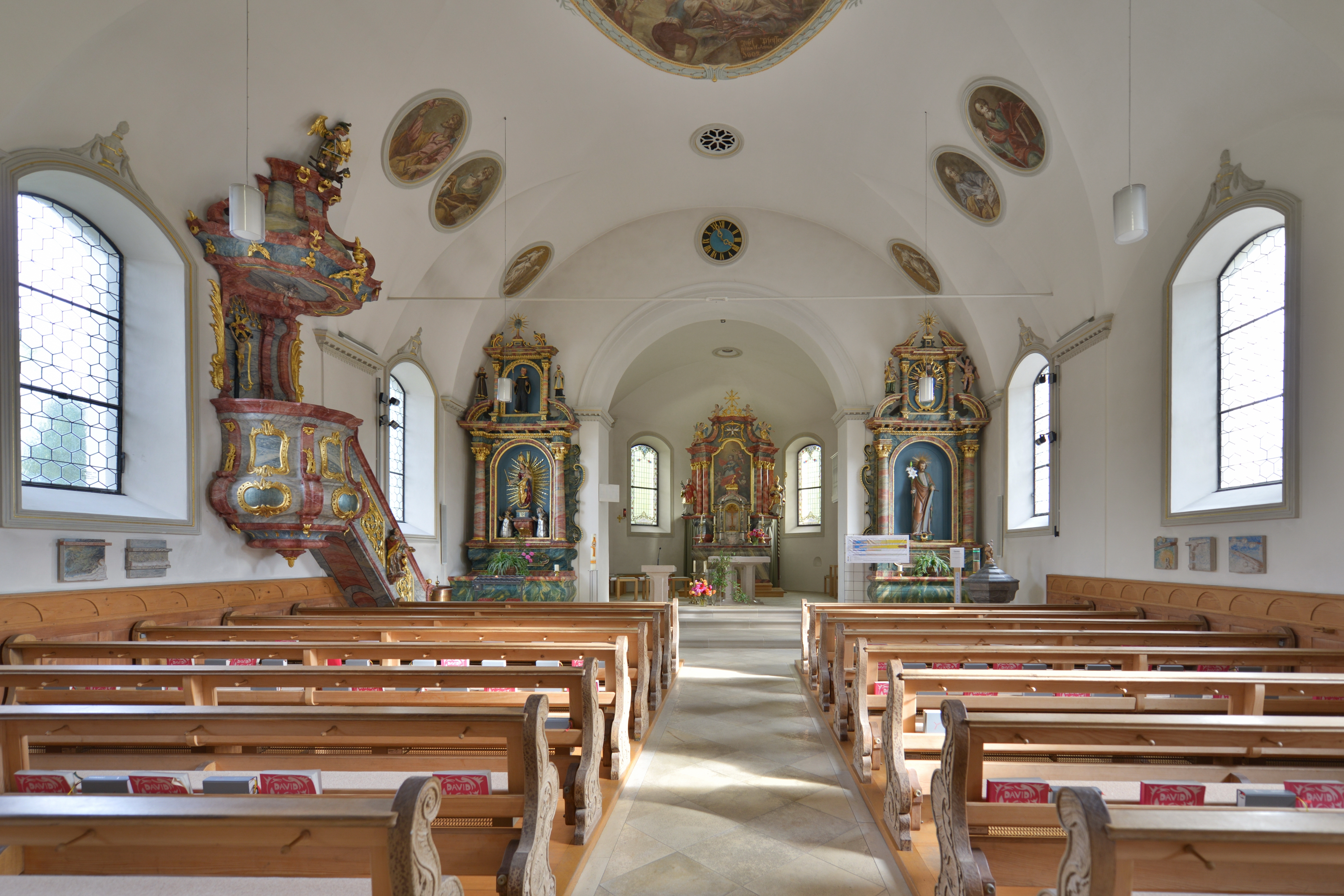
Im Langhaus zum Chor

Die römisch-katholische Pfarrkirche Meiningen steht von einem ummauerten Friedhof umgeben in der Gemeinde Meiningen im Bezirk Feldkirch in Vorarlberg. Die auf die heilige Agatha geweihte Pfarrkirche gehört zum Dekanat Rankweil der Diözese Feldkirch. Die Kirche steht unter Denkmalschutz.

## Geschichte
Die ursprüngliche Filialkirche gehört teils zu Altenstadt bzw. zur Liebfrauenbergkirche und Peterskirche in Rankweil. 1477 eine Kapelle mit Kaplanei wurde 1609 ein Kirchenneubau zur Pfarrkirche erhoben. 1724 wurde die Kirche verlängert und eine „Portkirchen“ von Johann Jakob Hutsch, Besitzer einer Bleiche, genannt. 1802 war eine Restaurierung und der Einbau eines Gewölbes anstatt einer Flachdecke. Der Turmbau erfolgte 1823 mit Al. Weiß und Josef Allgäuer. 1961/1962 war eine Restaurierung.

## Architektur
Der einfache barocke Kirchenbau mit einem Langhaus und einem eingezogenen Chor mit einem Fünfachtelschluss hat ein gemeinsames Satteldach. Der Südturm steht am Chor. Das Portal hat ein Vordach.

## Ausstattung
Der Hochaltar mit einem barocken Aufbau mit vier Säulen, offenem Gebälk und Volutenauszug zeigt das Hochaltarbild Glorie der hl. Agatha mit der Signatur Franz Josef Walser pinxit 1759.
Die Orgel baute Anton Behmann (1890). Eine Glocke nennt Leonhard Ernst 1610.